# Mustafa El Biyaz
Mustafa El Biyaz (arab. ‏مصطفى البياز‎; ur. 12 lutego 1960 w Tazie) – były marokański piłkarz grający na pozycji obrońcy.

## Kariera klubowa
Mustafa El Biyaz W czasie kariery piłkarskiej grał w klubie Kawkab Marrakesz. W 1987 przeszedł do portugalskiego FC Penafiel, gdzie zagrał tylko jeden mecz ligowy w sezonie 1987–1988.

## Kariera reprezentacyjna
W reprezentacji Maroka Mustafa El Biyaz grał w latach osiemdziesiątych.
W 1984 uczestniczył w Igrzyskach Olimpijskich w Los Angeles.
W 1985 uczestniczył w wygranych eliminacjach do Mistrzostw Świata 1986. 
W 1986 roku uczestniczył w Mistrzostwach Świata 1986.
Na Mundialu w Meksyku El Biyaz był podstawowym zawodnikiem w meczach grupowych Maroka z reprezentacją Polski, reprezentacją Anglii i reprezentacją Portugalii.

## Wyróżnienia
W 2006 roku CAF umieściła El Biyaza na liście 200 najlepszych piłkarzy z Afryki ostatnich 50 lat.